# Bayerische PtL 2/2

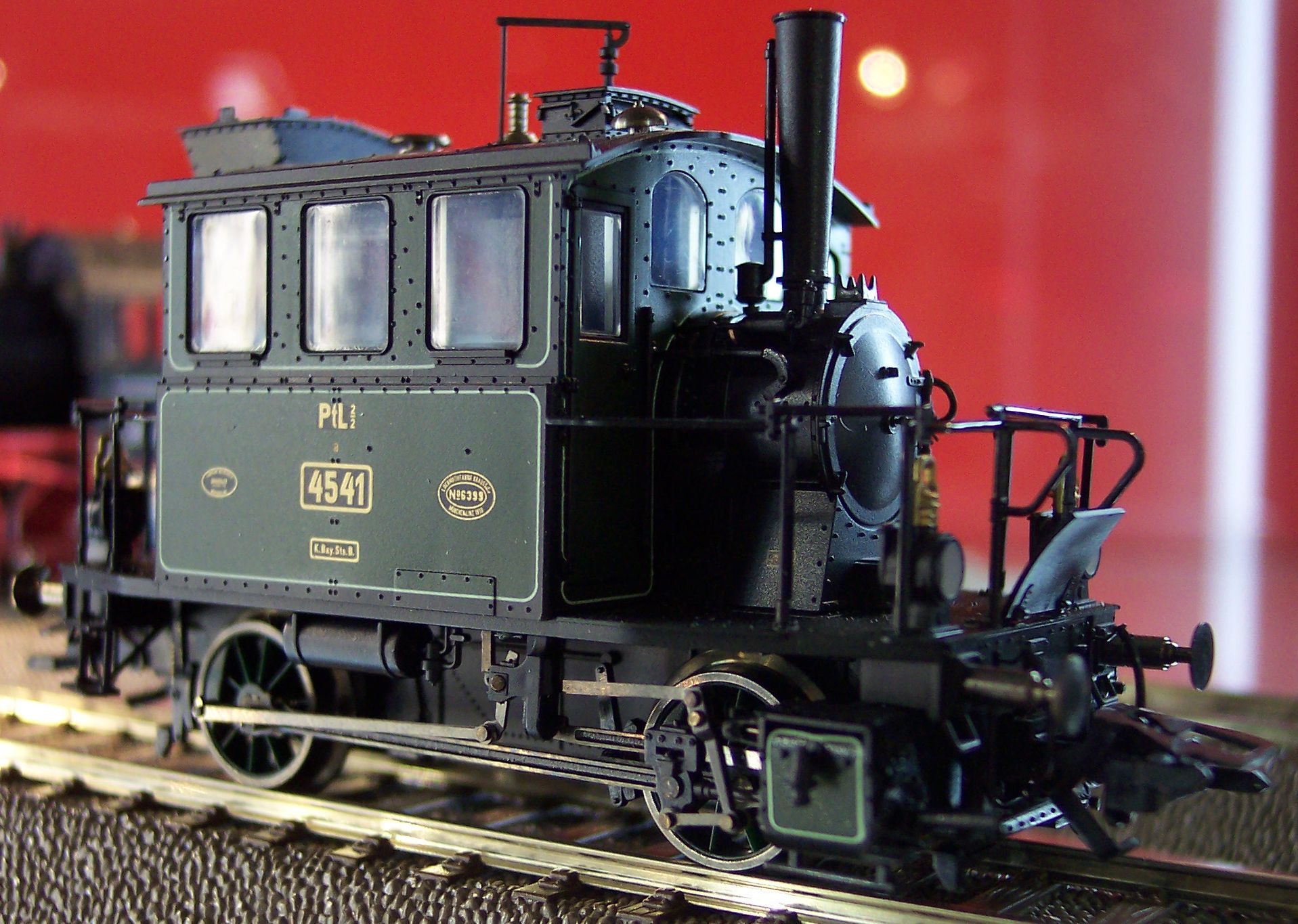
Modell der Bayerischen PtL 2/2 (dritte Serie ohne Blindwelle) von Trix

Die Gattung PtL 2/2 der Königlich Bayerischen Staatseisenbahnen waren leichte und kompakte Heißdampflokomotiven für den Betrieb auf Lokalbahnen. Insgesamt gab es drei Bauarten, von denen zwei als Baureihe 983 noch zur Deutschen Reichsbahn und sogar zur Deutschen Bundesbahn gelangten.
Allen Bauarten gemeinsam war die Achsfolge B, die halbselbsttätige Schüttfeuerung, die einen Einmann-Betrieb zuließ, und Umläufe mit Geländern, die vorne und hinten einen gefahrlosen Zugang zum Wagenzug ermöglichten. Die Lokomotiven hatten ein großes Führerhaus mit je drei Fenstern auf jeder Seite, das bis auf die Rauchkammer den gesamten Kessel umschloss. Diese Eigenart brachte den Lokomotiven in Südbayern den Beinamen Glaskasten beziehungsweise mundartlich Glaskastl ein, in Franken wurden sie als Glas-Chaise bezeichnet.

## Bauart 1905
1905 und 1906 lieferte Krauss je drei Lokomotiven (Bahnnummer 4501–4506) mit einem innerhalb des Rahmens und zwischen den Achsen angeordneten Innentriebwerk. Die Maschinen von 1906 hatten einen von 285 auf 305 mm vergrößerten Zylinderdurchmesser. Über eine Blindwelle und außenliegende Kuppelstangen wurden die beiden Achsen angetrieben. Anders als bei der bekannteren späteren Ausführung waren die Wasserkästen dieser „Ur-Glaskästen“ oberhalb des Umlaufs angeordnet, aber so, dass dennoch beidseitig ein Übergang zum Wagenzug möglich war.
Ein Gegenentwurf zu dieser Lokomotive war die Gattung ML 2/2, die von Maffei gebaut wurde.
Im vorläufigen Umzeichnungsplan der Reichsbahn waren 1923 noch alle sechs Lokomotiven als 98 301 – 98 306 enthalten; sie wurden jedoch noch im gleichen Jahr ausgemustert. Der Grund dafür war das bei Wartungsarbeiten schlecht zugängliche Innentriebwerk.

## Bauart 1908 und 1909
1908 und 1909 lieferte Krauss 29 Lokomotiven, die jetzt ein konventionelles Außentriebwerk hatten, das allerdings auf eine zwischen den Achsen angeordnete Blindwelle arbeitete. Sie erhielten die Bahnnummern 4507 – 4535. Dieses Triebwerk ermöglichte es, den Wasserkasten unterhalb des Kessels im Rahmen anzuordnen, so dass die Umläufe geräumiger gestaltet werden konnten.
Drei weitere Lokomotiven dieser Bauart wurden im Jahre 1910 von den Preußischen Staatseisenbahnen beschafft und in die gesonderte Gattung T 2 als Altona 6081 und 6082 sowie Elberfeld 6041 eingeordnet (in der Datentabelle nicht berücksichtigt). Die Lokomotiven Altona 6081 und Altona 6082 wurden für den Einsatz als Einmann-Motorlok auf den nordschleswigschen Strecken um Tondern beschafft, die ab Ende 1918 zu Dänemark gehörten.
Dieser Maschinentyp war in Bayern die erste Lokomotive mit Heißdampf-Triebwerk.
Die Deutsche Reichsbahn übernahm noch neun Lokomotiven mit den Nummern 98 301 – 98 309.

## Bauart 1911 und 1914
1911 und 1914 erfolgten zwei weitere Lieferungen von neun bzw. vier Lokomotiven (Nummer 4536–4548) an die Königlich Bayerische Staatseisenbahnen. Bei diesen verzichtete man auf die Blindwelle und verkürzte den Achsstand von 3.200 mm auf 2.700 mm. Diese Lokomotiven waren auch insgesamt etwas kürzer und leichter als die bis 1909 gebauten Modelle.
Die Deutsche Reichsbahn übernahm alle 13 Lokomotiven mit den Nummern 98 310 – 98 322.

## Verbleib
Zwei Lokomotiven sind 1942 an Industriebetriebe verkauft worden, eine wurde Opfer des Zweiten Weltkriegs und die 98 304 blieb nach dem Krieg in Österreich. Sie wurde von den Österreichischen Bundesbahnen als ÖBB 688.01 eingeordnet. Das Einzelstück wurde 1959 ausgemustert.

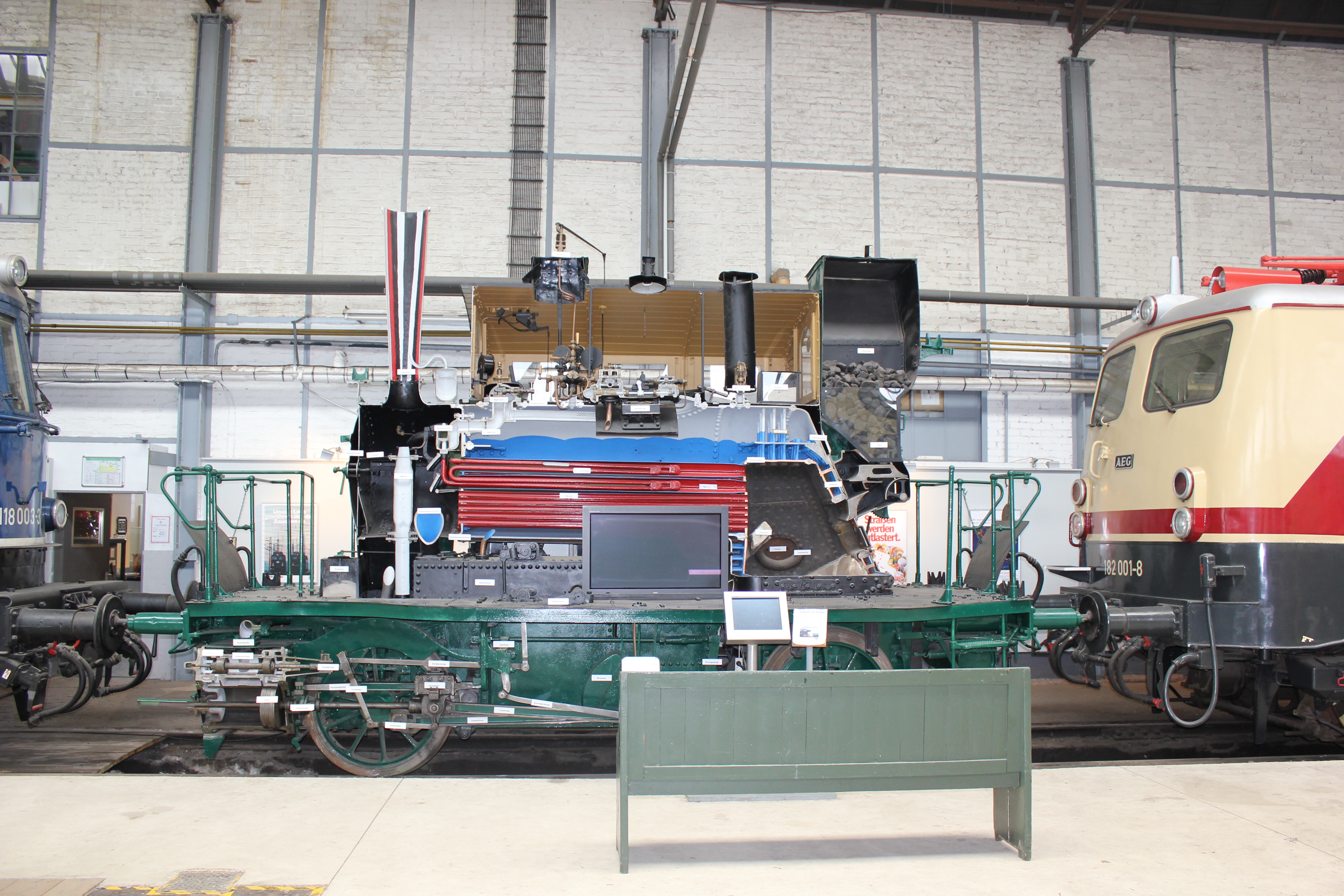
Bayerische PtL 2/2 des DB Museums Koblenz Lützel

Die übrigen Lokomotiven kamen zur Deutschen Bundesbahn, wo die meisten im Laufe der 1950er Jahre ausgemustert wurden. Die 98 307 wurde noch bis 1963 zwischen Spalt und Georgensgmünd eingesetzt und war als Spalter Bockerl bekannt. Sie blieb erhalten und steht als Leihgabe des Verkehrsmuseums Nürnberg im Deutschen Dampflokomotiv-Museum in Neuenmarkt, ist allerdings nicht mehr betriebsfähig. Die PtL 2/2 mit der Betriebsnummer 4515 gehört seit 1925 dem Verkehrsmuseum Nürnberg. Die aufgeschnittene Lokomotive fiel dem großen Feuer vom Oktober 2005 im Bw Nürnberg Hbf zum Opfer und steht nach erfolgter Wiederaufarbeitung, nun aber Aufbau und Rahmen grün gestrichen, im DB Museum Koblenz.

### 98 321
Die 98 321 gelangte über einen Lokhändler und das Niedersächsische Landeseisenbahnamt an die Verden-Walsroder Eisenbahn.
Dafür war sie 1947 bei Krupp umgebaut worden: Die Armaturen wurden an die Stehkesselrückseite verlegt und in einem normalen Führerhaus untergebracht, die Schüttkohlenfeuerung wurde auf eine normale Befeuerung durch eine Feuertür umgestellt. Bis 1950 dauerte die Fertigstellung in Verden, bevor sie als Lok 298 in Betrieb ging. Auf dem Umlauf wurden zwei ehemalige Luftbehälter als zusätzliche Wassertanks montiert. Die Einsatzzeit war allerdings nur kurz, bereits Anfang 1956 wurde die Lok abgestellt und an einen Schrotthändler verkauft.